# Gunung Kunyit
Gunung Kunyit är ett berg i Indonesien.   Det ligger i provinsen Jambi, i den västra delen av landet, 700 km nordväst om huvudstaden Jakarta. Toppen på Gunung Kunyit är 2 151 meter över havet.
Terrängen runt Gunung Kunyit är kuperad åt sydost, men åt nordväst är den bergig.  Trakten runt Gunung Kunyit är nära nog obefolkad, med mindre än två invånare per kvadratkilometer. I omgivningarna runt Gunung Kunyit växer i huvudsak städsegrön lövskog.